# جنگجوی بزرگ (فیلم)
جنگجوی بزرگ یا ماگادیرا که در ایالات متحده با عنوان مرد قهرمان شناخته می‌شود (به تلگو: Magadheera) یک فیلم اکشن، فیلم فانتزی و درام هندی محصول سال ۲۰۰۹ و به کارگردانی و نویسندگی اس. اس. راجامولی با بازی رام چاران، کجال آگاروال، دو گیل، سری هاری است.
این فیلم برنده جایزه ملی بهترین رقص و بهترین جلوه‌های ویژه در پنجاه و هفتمین دوره جوایز ملی فیلم و همچنین برنده شش جایزه و ۹ جایزه ناندی شد. موفقیت این فیلم باعث شد تا بازیگران اصلی به یک ستاره تبدیل شوند. نسخه دوبله ژاپنی این فیلم در اوت ۲۰۱۸ منتشر شد و به یکی از پردرآمدترین فیلم‌های هندی تا کنون در باکس‌آفیس ژاپن تبدیل شد. در سال ۲۰۱۴ به زبان بنگالی با نام یودا: جنگجو بازسازی شد.

## داستان
داستان این فیلم دربارهٔ مردی جوان می‌باشد که گذشته‌ای از زندگی‌اش را به خاطر می‌آورد که زمانی یک جنگجو و مبارزی بی‌باک بود، حال او به دنبال شخصی که گم کرده‌است می‌گردد و…